# بوهدان كوهوت
بوهدان كوهوت (بالأوكرانية: Когут Богдан Ігорович)‏ هو لاعب كرة قدم أوكراني في مركز حراسة المرمى، ولد في 10 أكتوبر 1987 في لفيف في أوكرانيا. لعب مع نادي كارباتي لفيف.

## وصلات خارجية
- بوهدان كوهوت على موقع اتحاد أوكرانيا (الإنجليزية)
- بوهدان كوهوت على موقع قاعدة بيانات كرة القدم.إي يو (الإنجليزية)
- بوهدان كوهوت على موقع Soccerway.com (الإنجليزية)
- بوهدان كوهوت على موقع عالم كرة القدم.نت (الإنجليزية)